# Joachim Kroll
Joachim Kroll (Hindenburg O.S., 1933. április 17. – Rheinbach, 1991. július 1.) német bűnöző és sorozatgyilkos. Emlegetik Ruhr-vidéki Kannibál, Ruhr-vidéki Vadász és Duisburgi Emberevő beceneveken is, mivel áldozatai egy részének húsát elfogyasztotta. 1955 és 76 között 14 gyilkosságot követett el, de "csak" nyolcban ítélték el.

## Életrajz
Kroll egy kilenc gyermekes család hatodik gyermekeként született. A család eredetileg Felső-Sziléziából származott, ám a második világháború végén a vörös hadseregtől félve elmenekültek Észak-Rajna-Vesztfáliába. Apja szénbányász volt aki rendszeresen kegyetlenkedett vele és testvéreivel. Anyja sem volt gondoskodó egyikükkel sem. 
Kroll sokat küszködött az iskolában. Lassú felfogású volt, valamint alacsony (79-es) volt az IQ-ja is, amik miatt sokat is piszkálták. Apja hatására csatlakozott Hitlerjugend-be, ám ott sem tudott jól beilleszkedni. Ez erősítette benne az érzést, hogy ő egy kívülálló akit sehol sem fogadnak el.
Tinédzser korábban több farmnál is dolgozott, ahol a főnökei szintén megalázták több módon. Ekkoriban kezdett kialakulni a szexualitása, ám folyamatos visszautasításokat kapott az ellenkező nemtől. A szexuális frusztrációját végül a farmon található állatokon vezettette le. Ekkor kezdett kialakulni benne sötét fantáziái állatok majd később emberek feldarabolásáról.
A perverz viselkedése végül 1955 februárjában csúcsosodott ki, amikor megölte első áldozatát. Az akkor 21 éves Kroll megtámadott Lüdinghausen közeli erdőben egy nála fiatalabb lányt. Végül megerőszakolta, meggyilkolta és megcsonkította áldozatának testét. Mindez három héttel az anyja halála után történt.
Kroll a következő huszonegy év során legalább 14 embert gyilkolt meg. Sokukat megcsonkította vagy feldarabolta, többjükön követett el nekrofiliát, és szinte mindegyiküket megfojtotta. A legidősebb áldozata 61, a legfiatalabb (egyben utolsó) pedig 4 éves volt. 
Bűntetteit mindig különböző helyszíneken, távol Duisburg-i otthonától követte el. Emiatt sokáig nem is kötötte össze a rendőrség a gyilkosságokat. Sőt, több esetben ártatlan embereket tartoztattak le helyette. Közülük többen öngyilkosok lettek a vád és az avval járó közgyűlölet miatt. 
Kroll-t végül 1976-ban fogták el, miután utolsó áldozatát a saját utcájából rabolta el. A rendőrség épületén belül kezdte fokozatosan beismerni bűntetteit, amely sokkolta az egész országot. 
Végül 1982 áprilisában egy 151 napig tárgyalás után ítélték el tényleges életfogytiglanira. Élete hátralevő részét a Rheinbach-i börtönben töltötte, egészen 1991-es haláláig.

## Áldozatok
- 1955 Február 8 – Irmgard Strehl (19)
- 1956 – Erika Schuletter (12)
- 1959 Június 16 – Klara Frieda Tesmer, (24) - Heinrich Ott került börtönbe a gyilkosság miatt, aki végül felakasztotta magát
- 1959 Július 26  – Manuela Knodt (16)
- 1962 Április 23  – Petra Giese (13) - Vinzenz Kuehn ítélték el ezért a gyilkosságért, aki a börtönben felakasztotta magát
- 1962 Június 4 – Monika Tafel (12)  - Walter Quicker tartoztatták le, aki októberben felakasztotta magát
- 1962 Szeptember 3  – Barbara Bruder (12) - testtét sosem találták meg
- 1965 Augusztus 22 – Hermann Schmitz (25) - Kroll egyetlen férfi áldozata
- 1966 Szeptember 13 – Ursula Rohling (20) - barátját Adolf Schickel-t vádolták aki végül egy hídról levetette magát
- 1966 December 22 – Ilona Harke (5) - először balesetnek nyilvánították a halálesetet
- 1969 Július 12 – Maria Hettgen (61)
- 1970 Május 21 – Jutta Rahn (13) - Peter Schay tartóztatták le a gyilkosságért, akit csak 1976-ban engedtek szabadon, Kroll vallomása után
- 1976 Május 8 – Karin Toepfer (10)
- 1976 Július 3 – Marion Ketter (4)